# فرودگاه اتبسکا
فرودگاه اتبسکا (به انگلیسی: Athabasca Airport) یک فرودگاه همگانی است که یک باند فرود آسفالت دارد و طول باند آن ۱۲۲۰ متر است. این فرودگاه در کشور کانادا قرار دارد و در ارتفاع ۶۰۱ متری از سطح دریا واقع شده‌است.